# Europsko prvenstvo u košarci – Francuska 1999.
Europsko prvenstvo u košarci 1999. godine održalo se u Francuskoj od 21. lipnja do 3. srpnja 1999. godine.